# Express Paris-Granville

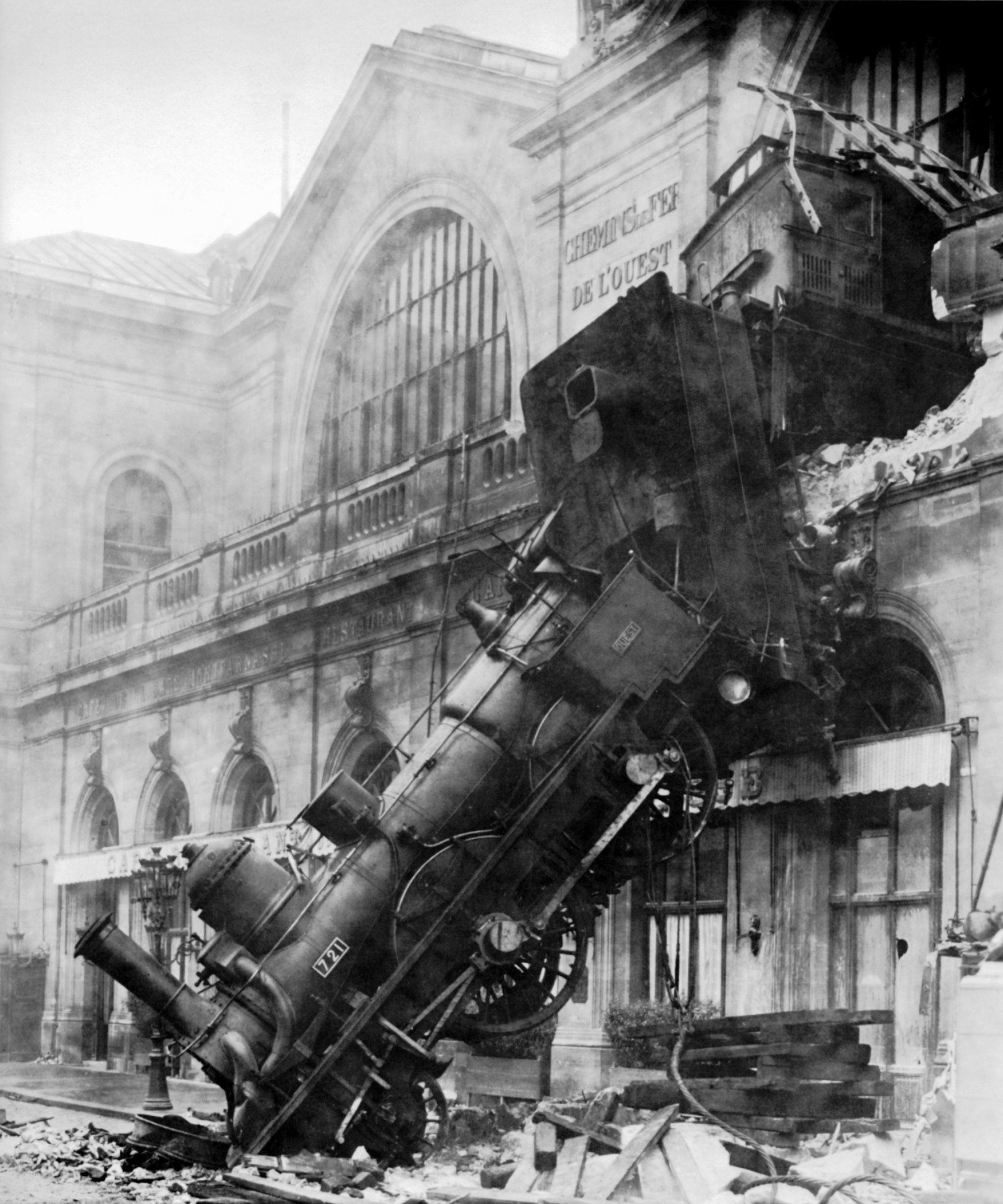
Foto del accidente de 1895 en la Estación de París-Montparnasse.

El Expreso Paris-Granville fue un tren que descarriló en la estación de París-Montparnasse el 22 de octubre de 1895. Fue el accidente ferroviario más espectacular de París. 
El tren partió por la mañana desde la estación de Granville rumbo a París, con 131 pasajeros. El tren iba con retraso, por lo que el maquinista jaló la palanca del regulador de la locomotora para acelerar el tren al máximo y recuperar el tiempo. Sin embargo, al llegar a la estación, el tren iba a tal velocidad que no hubo suficiente tiempo de frenar antes de que impactara contra los topes de la terminal a 50 km/h. Tras sobrepasar la topera del final de vía, atravesó el vestíbulo de la estación y la locomotora se precipitó a la calle de abajo tras impactar sobre la fachada y el enorme ventanal, quedando incrustada entre la calle y la carbonera.
En el accidente falleció una mujer que vendía periódicos tras la caída de la pared y del ventanal. El vestíbulo quedó deteriorado junto con parte de la fachada y el ventanal. Los pasajeros que iban a bordo resultaron ilesos, sin embargo, el maquinista de la locomotora fue multado por su negligencia. El accidente quedó registrado en impactantes fotografías tomadas por distintos fotógrafos, siendo la atribuida a Studio Lévy and Sons la más reconocida, y una de las más famosas de la historia del ferrocarril a nivel mundial.